# ام‌اس اولدنبورگ
ام‌اس اولدنبورگ (به انگلیسی: MS Oldenburg) یک کشتی است که طول آن ۴۳٫۴۶ متر (۱۴۲ فوت ۷ اینچ) می‌باشد. این کشتی در سال ۱۹۵۸ ساخته شد.